# Trật tự xã hội
Trật tự xã hội có hai nghĩa. Trong nghĩa thứ nhất, trật tự xã hội là một hệ thống các cơ cấu và thể chế xã hội cụ thể, ví dụ như trật tự xã hội phong kiến hoặc tư bản. Trong nghĩa thứ hai, trật tự xã hội là trạng thái ổn định của một xã hội, trong đó cơ cấu hiện tại của xã hội đó được các thành viên chấp nhận và duy trì.

## Xã hội học
Các cơ chế đảm bảo cho trật tự xã hội là các thiết chế xã hội. Các thiết chế xã hội điều chỉnh các mối quan hệ - chủ yếu là quan hệ kinh tế giữa các nhóm hoặc các giai cấp xã hội. Việc điều chỉnh này thường cần đến những lợi ích của các nhóm, các lợi ích này sẽ được điều chỉnh cho đến khi đạt được một sự công bằng theo quan niệm của xã hội cụ thể đó. Thông qua chức năng kiểm soát xã hội các thiết chế xã hội đảm bảo tính ổn định, tính có thể dự đoán, tính có thể điều khiển của những hành vi cá nhân, việc tuân thủ những giới hạn xã hội mà nếu như vi phạm nó sẽ làm giảm bớt sự ổn định và trật tự xã hội. Sự ổn định và trật tự xã hội phụ thuộc vào sự mềm dẻo, tính hiệu quả của các thiết chế đó. Nó còn phụ thuộc vào khả năng điều khiển và duy trì sự kiểm soát, sự tương tác của các lợi ích và sự lệch lạc của hành vi.
Rối loạn là trạng thái hoàn toàn đối lập với trật tự xã hội. Trong đó các thành phần của cơ cấu hoạt động không ăn khớp nhịp nhàng. Các hành động của các chủ thể xung đột với nhau vì khác biệt lợi ích hoặc thiếu hụt các giá trị, các chuẩn mực để đối chiếu.

## Lý thuyết về trật tự xã hội
Các nhà nghiên cứu về lý thuyết xung đột cho rằng, trật tự xã hội được thiết lập khi nhóm xã hội có quyền lực, sức mạnh phù hợp để duy trì vị trí thống trị của mình và nhóm bị thống trị phải chấp nhận địa vị phụ thuộc. Tuy nhiên, trật tự này chỉ mang tính chất tạm thời, vì trong nó ngầm chứa đựng một mâu thuẫn cơ bản - Mâu thuẫn của các nhóm xã hội có lợi ích đối lập nhau. Trật tự này sẽ bị phá vỡ khi nhóm bị trị không còn hài lòng hoặc chấp nhận cách tổ chức, quản lý và điều hành của nhóm thống trị. Giai cấp thống trị luôn tìm mọi cách củng cố trật tự xã hội hiện có.
Các nhà chức năng luận cho rằng, trật tự xã hội là một trong những mối quan tâm hàng đầu. Khi tất cả các thành phần trong xã hội thực hiện tốt chức năng của mình, thì sẽ có trật tự xã hội. Bởi vì mỗi thành phần sẽ có những chức năng đặc thù và chúng phù hợp với nhau, nên có thể phối hợp với nhau một cách hài hòa để phục vụ cho việc ổn định của toàn xã hội. Ở cấp độ cá nhân, nếu chúng ta thực hiện tốt các vai trò của mình trong một nhóm - làm đúng theo mong đợi của những người xung quanh, thì cũng có trật tự xã hội. Tuy nhiên khi ra khỏi phạm vi một nhóm, thì điểm không định đó không hoàn toàn chính xác; bởi vì, nhiều khi nguyên nhân của sự xung đột rối loạn trong một gia đình nào đó lại chính là việc một thành viên trong gia đình đó (vợ hoặc chồng) làm quá tốt, hay quá nhiệt tình công việc của cơ quan, dẫn đến sự sao nhãng công việc gia đình.
Các nhà xã hội học khác nhau thừa nhận rằng, xung đột là hiện tượng phổ biến trong xã hội. Cần phân biệt xung đột xã hội với rối loạn xã hội. Không phải loại xung đột xã hội nào cũng dẫn đến sự rối loạn xã hội. Thường người ta chia xung đột xã hội thành hai loại:
1. Loại thứ nhất là những xung đột làm nguy hại cho sự tồn tại của nhóm - tức là nguy hại đến trật tự xã hội;
2. Loại thứ hai là biểu trưng cho sức sống cá nhân - đó là xung đột không phá hoại trật tự xã hội, mà thậm chí còn duy trì, củng cố và phát triển nó.

## Kiểm soát xã hội
Kiểm soát xã hội là sự bố trí các chuẩn mực, các giá trị cùng những chế tài để ép buộc việc thực hiện chúng. Sự kiểm soát sẽ làm cho hành vi của các cá nhân, các nhóm vào các khuôn mẫu đã được xã hội thừa nhận là đúng, cần phải làm theo. Kiểm soát xã hội, sẽ dùng các chế tài tiêu cực đẩy các hành vi lệch lạc vào khuôn phép hay vào một trật
Kiểm soát xã hội có thể được thực hiện bởi các thiết chế xã hội như gia đình, tôn giáo, chính trị, kinh tế, giáo dục,... thông qua chức năng kiểm soát của mình các cá nhân phải tuân thủ theo chuẩn mực giá trị xã hội, các quy định hạn chế đối với hành vi.
Chức năng của kiểm soát xã hội là tạo ra những điều kiện cho sự bền vững, đồng thời duy trì sự ổn định và trật tự xã hội, song song với việc tạo ra những thay đổi hợp lý và tích cực. Thể hiện những thay đổi này nằm trong khuôn khổ được phép và không ảnh hưởng đến độ bền vững, tính ổn định của hệ thống xã hội.
Các cá nhân tiếp nhận được cơ chế kiểm soát xã hội thông qua quá trình xã hội hóa, khi cá nhân thu nhận những giá trị và chuẩn mực xã hội. Trong các quá trình này, các cá nhân được cơ hội "dạy" cách hành động, cách suy nghĩ như thế nào cho đúng và chuẩn. Với hệ thống giá trị và chuẩn mực thu nhận được, các cá nhân có thể thực hiện tự kiểm soát, tức là đối chiếu hành vi của mình với các giá trị chuẩn mực đó để điều chỉnh. Nhờ đó, các cá nhân có thể thực hiện tốt những sự mong đợi với các vai trò.
Kiểm soát xã hội có mặt ở khắp mọi nơi trong đời sống văn hóa xã hội và luôn tác động đến sự lựa chọn hành vi của các cá nhân và các nhóm. Đối với chúng ta có hành vi lệch lạc đến kiểm soát xã hội sẽ ngăn chặn các hành vi này, phê phán loại bỏ nó đưa những người đó trở lại khuôn phép, trở lại một trật tự đã có. Với từng mức độ lệch lạc cụ thể, kiểm soát xã hội sẽ dùng các công cụ khác nhau. Ba công cụ chính của kiểm soát xã hội được Talcott Parsons (1902-1979) đưa ra, được sử dụng chủ yếu trong dạng kiểm soát chính thức (formal control), như sau:
1. Sự cô lập hoàn toàn;
2. Sự hạn chế giao tiếp, quản chế;
3. Sự cải tạo, phục hồi.

Sự kiểm soát xã hội chính thức được thực hiện bởi những tổ chức với các quy định, luật lệ. Những quy định, luật lệ này ép buộc mọi tổ chức và cá nhân phải tuân theo chúng. Những dạng tổ chức này là những tổ chức công quyền về hành pháp và tư pháp (cảnh sát, tòa án, viện công tố,...). Và cũng có thể là những tổ chức biệt lập như bệnh viện tâm thần, cơ sở cai kiện,... Các thành viên của các tổ chức đó khi thực thi vai trò của mình phải tuân thủ chặt chẽ quy định của luật pháp. Các thành viên của các tổ chức kiểm soát xã hội tạo thành một bộ phận đáng kể trong lực lượng lao động xã hội (thẩm phán, hội thẩm, kiểm sát viên,...).
Trong các cơ cấu không chính thức, các nhóm sơ cấp, sự điều chỉnh hành vi vào khuôn phép thường được thực hiện bởi sự kiểm soát không chính thức (informal control) - Đó là một phản ứng xã hội không công khai và phổ biến trong các nhóm. Crocbie đã đưa ra bốn dạng kiểm soát không chính thức như sau:
1. Lợi ích xã hội về dân chủ, cơ hội thăng tiến;
2. Sự trừng phạt;
3. Sự thuyết phục;
4. Xác định lại chuẩn mực.